# Frank McCabe
Frank Reilly McCabe (* 30. Juni 1927 in Grand Rapids, Michigan; † 18. April 2021 in Peoria, Illinois) war ein US-amerikanischer Basketballspieler.

## Biografie
Frank McCabe spielte während seines Studiums an der Marquette University für das Sportteam der Hochschule, die Golden Eagles. 1950 schloss er sein Studium ab und war fortan für das AAU-Team Peoria Caterpillars aktiv. Mit der Nationalmannschaft der Vereinigten Staaten wurde McCabe 1952 Olympiasieger.
1951 begann McCabe für Caterpillar zu arbeiten und war dort bis zu seiner Pensionierung tätig. Während seiner 40-jährigen Tätigkeit arbeitete er in den Bereichen Anlagentechnik, Verkaufstraining, Inlandsvertrieb, Vertriebsentwicklung und Unternehmenskonten.